# Bentué de Rasal
Bentué de Rasal es una localidad prepirenaica perteneciente al municipio de Arguis, en la comarca Hoya de Huesca, provincia de Huesca, Aragón. Se encuentra a 30 km al norte de Huesca, en el valle del río Garona.

## Geografía
Bentué de Rasal se encuentra enclavado en medio de un valle, entre las sierras de Presín, Peiró, Fabosa y Caballera, con un clima propio de montaña.
Tiene acceso desde Arguis o desde Rasal por la carretera HU-V-3001. Este municipio destaca por sus valores vírgenes, paisajísticos y naturalistas.

## Historia
- En junio del año 1198 el rey Pedro II de Aragón cedió al obispo Ricardo de Huesca el derecho de patronato sobre la iglesia de Bentué (Durán,Colección diplomática de la catedral de Huesca, n.º 542).
- El día 6 de septiembre de 1301, el rey Jaime II de Aragón dio la iglesia de Bentué a la catedral de Huesca (Sinués, n.º 1023)
- En el siglo XVI era de Sancho pomar (Durán,Geografía, p. 68).
- Hasta 1713 se llamó simplemente "Bentué"
- 1960-1970 se incorpora a Arguis.

## Geografía humana

### Demografía
| Gráfica de evolución demográfica de Bentué de Rasal entre 1842 y 1960 |
| |
| Población de derecho según los censos de población del INE Población de hecho según los censos de población del INEEntre el censo de 1970 y el anterior, este municipio desaparece porque se integra en el municipio 22037 (Arguis) |

### Localidad
Datos demográficos de la localidad de Bentué de Rasal desde 1900:
| 237                   | 234 | 225 | 218 | 191 | 148 | 97 | 16 | 9 | 8 | 7 | 5 | 8 |
| (Fuente: IAEST e INE) |     |     |     |     |     |    |    |   |   |   |   |   |

- Datos referidos a la población de derecho.

### Antiguo municipio
Datos demográficos del municipio de Bentué de Rasal desde 1842:
| 204           | 263 | 255 | 252 | 262 | 265 | 271 | 272 | 261 | 244 | 191 | 148 | 97 | -- |
| (Fuente: INE) |     |     |     |     |     |     |     |     |     |     |     |    |    |

- Entre el censo de 1970 y el anterior, desaparece el municipio de Bentué de Rasal, y se integra en el municipio de Arguis.
- Datos referidos a la población de derecho, excepto en los censos de 1857 y 1860, que se refieren a la población de hecho.

## Arquitectura civil
Casco histórico

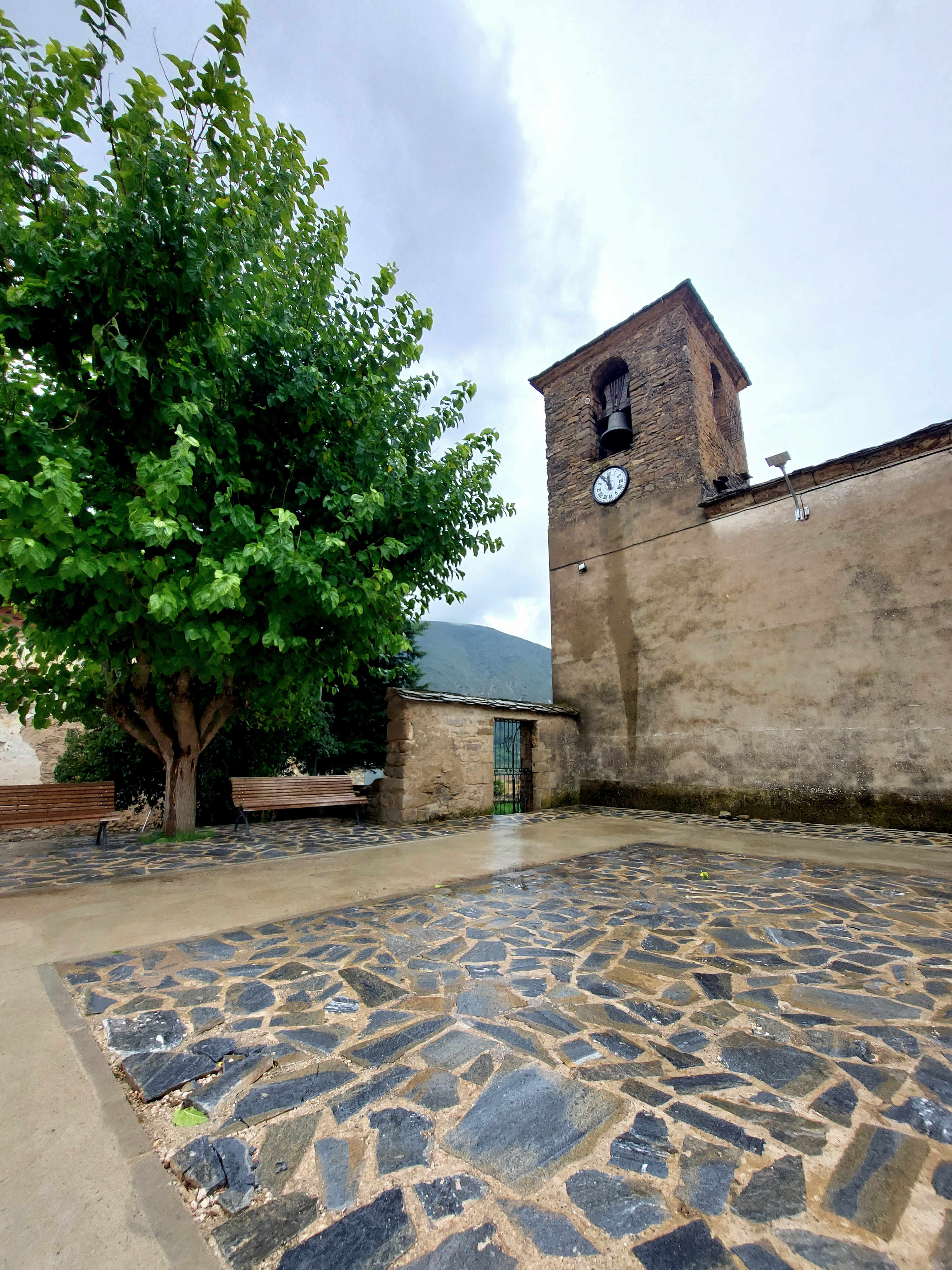
Torre iglesia San Cristóbal de Bentué de Rasal

Bentué está formado por una calle principal que sigue la dirección al valle, con calles secundarias más cortas, hacia arriba y abajo con un casco urbano agrupado en dos barrios, de arquitectura tradicional. El pueblo mantiene un tipismo aragonés, con construcciones de tejado de losa, y gruesas chimeneas de montaña, a las que se ha añadido alguna construcción moderna.

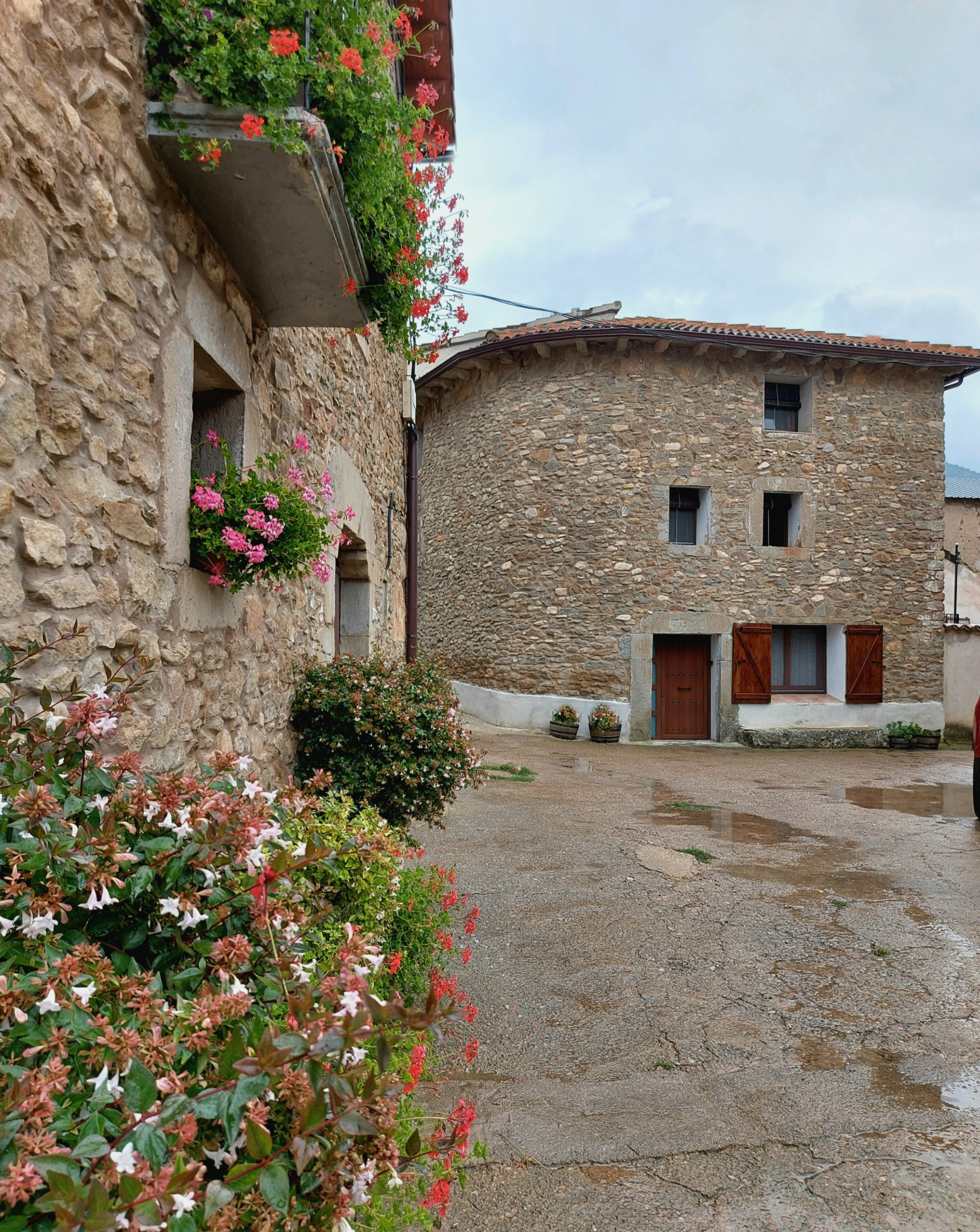
Casas típicas de piedra Bentué de Rasal

El pueblo posee típicas construcciones del Alto Aragón que enmarcan las calles de la localidad, fachadas de gruesos muros que se abren con sobrias portadas. En el interior, grandes hogares que tienen una bonita salida al exterior en forma de chimeneas troncocónicas con espantabrujas. 
Los edificios de Bentué muestran la evolución de las técnicas constructivas, conviviendo las lajas de piedra con la teja árabe. Hay bastantes portadas con el dintel luciendo una fecha del siglo XIX. Se conservan varias chimeneas troncocónicas típicas del Pirineo.
Escuela
En las antiguas escuelas, un edificio pintoresco de piedra, en pleno centro de la población. Dicha escuela se encuentra en la parte céntrica del pueblo, y tiene a su costado, la Fuente de San Cristóbal, año 1918, con dos caños de los que manan abundante agua, y que dan a la calle principal. Al terminar la guerra, y datos referidos al 1 de enero de 1940, contaba con 26 alumnos, once varones y quince mujeres (uno sin matricular), y con una asistencia media de veintidós escolares. Pasaron los años, y en la distribución del curso de 1966-67, aún figuraba en la Zona Primera, a cargo de don Pedro Jaime Rubio García, pero no en el curso de 1967-68. Era de propiedad municipal, construida antes de 1936, con la casa del maestro, y en un extremo estaba la herrería y su vivienda, taller fundamental en los pueblos. Su estado era malo cuando se cerró. 
Iglesia Románica

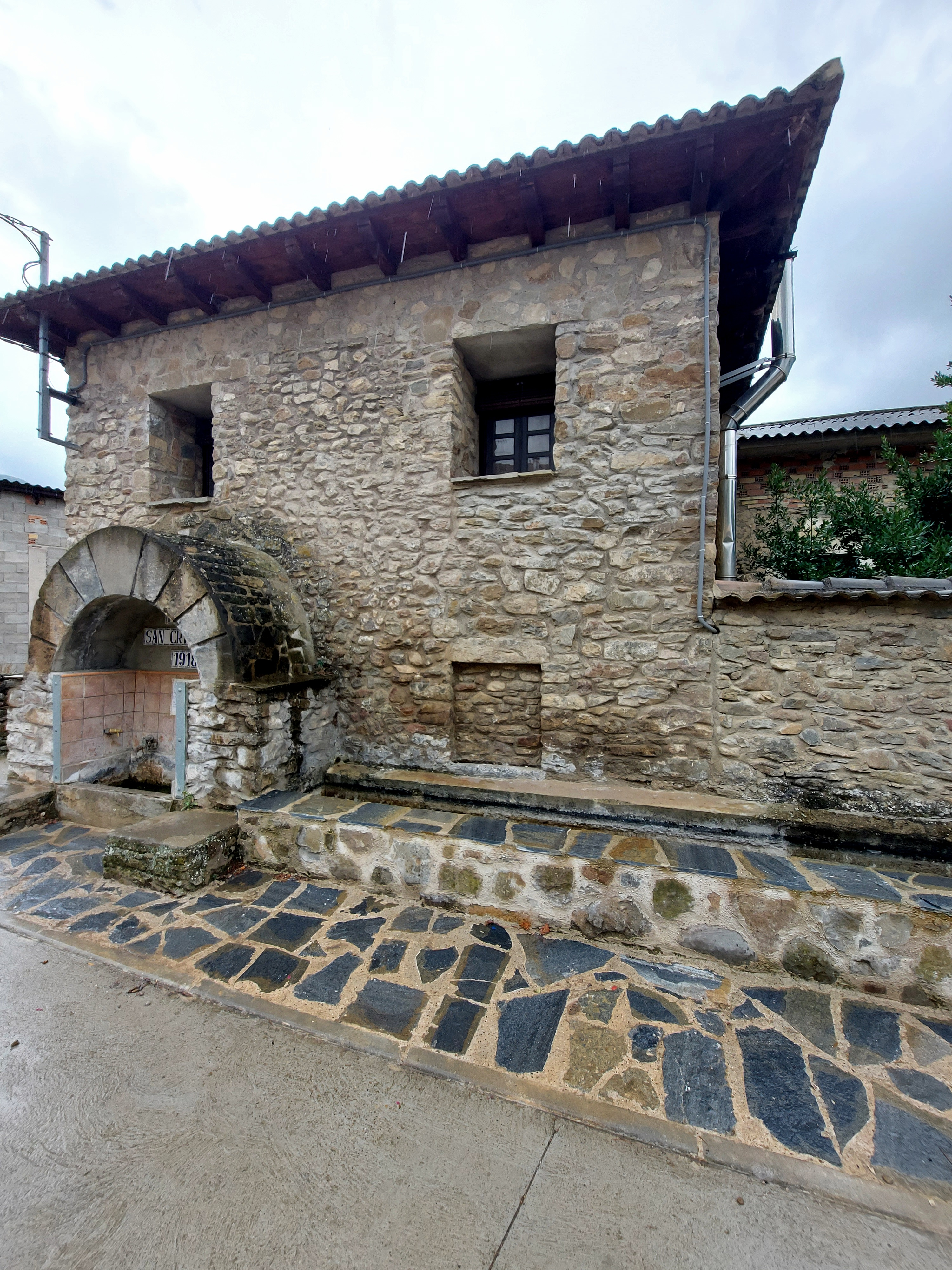
Fuente de San Cristóbal en plaza de la Iglesia de Bentué

Iglesia Parroquial de San Cristóbal (siglo XI)
El templo parroquial es de origen románico y posee la única galería porticada románica de Aragón, compuesta por tres vanos geminados (se especula si en origen pudieron ser cuatro), obra de maestros locales siguiendo modelos lombardos y datada por algunos expertos entre los años 1045 y 1060, bajo el reinado de Ramiro I de Aragón (A. García Omedes). Fue construida adosada al templo, que ya existía con anterioridad, probablemente construido bajo el reinado de Sancho Garcés III de Pamplona (Cardús Llanas, Ubieto Arteta). En contraposición con la galería porticada de San Esteban de Gormaz, considerada la más antigua del románico español, la de Bentué de Rasal presenta un arcaicismo evidente, que sugiere ser anterior en el tiempo.
El templo fue reformado y ampliado en los siglos XVI y XVII, aunque conserva en el muro de poniente la fábrica original que delimita perfectamente las dimensiones del templo románico original, incluyendo un ventanal aspillerado. La iglesia en la actualidad está compuesta por una sola nave cubierta por bóveda de lunetos. A un lado de la cabecera se levanta una esbelta torre que acoge las campanas. La portada queda protegida por la galería porticada reconvertida en pórtico y cuyos vanos geminados se hallan hoy cegados aunque perfectamente visibles.
El edificio está construido en mampostería, que ofrece un volumen contundente por constar de una sola y alta nave con cabecera recta y torre contigua. El costado sur ofrece un aspecto escalonado por estar adosados al muro la galería porticada y la sacristía de menor altura que la nave, ambas de dos pisos, el segundo de ellos añadido con posterioridad a la fábrica original, estando alineados con la planta saliente de la torre. La orientación es a levante con una ligera desviación norte (100°).
Están cubiertas con losa de piedra la nave, a tres aguas y la torre, a cuatro, mientras que el pórtico y la sacristía a una, se hallan hoy cubiertos por teja árabe.
La larga planta rectangular se divide al interior en cuatro tramos marcados por una bóveda de cañón con lunetos segmentada por tres arcos fajones, que se refuerzan al exterior por sus correspondientes contrafuertes. Uno de los tramos constituye la cabecera. Los arcos apean sobre ménsulas en cuya parte inferior se han tallado cabezas humanas, dos de ellas con curiosos motivos grotescos.
La pila bautismal de piedra, en forma de copa y sin decoración alguna es la original románica y se conserva reubicada en una hornacina, que en la fachada exterior norte (correspondiente a la ampliación del templo) se muestra como un falso absidiolo de mampostería rematado en losa.
El coro alto a los pies es obra de carpintería. La sacristía, a la que se accede desde la cabecera, es de planta rectangular.
La torre tiene un solo cuerpo y, al interior, cuatro pisos marcados por distintos vanos: puerta de acceso exterior precedida por escaleras, en la planta baja; dos ventanitas monolíticas talladas en tosca, en los dos siguientes pisos; y el campanario, con arcos de medio punto.

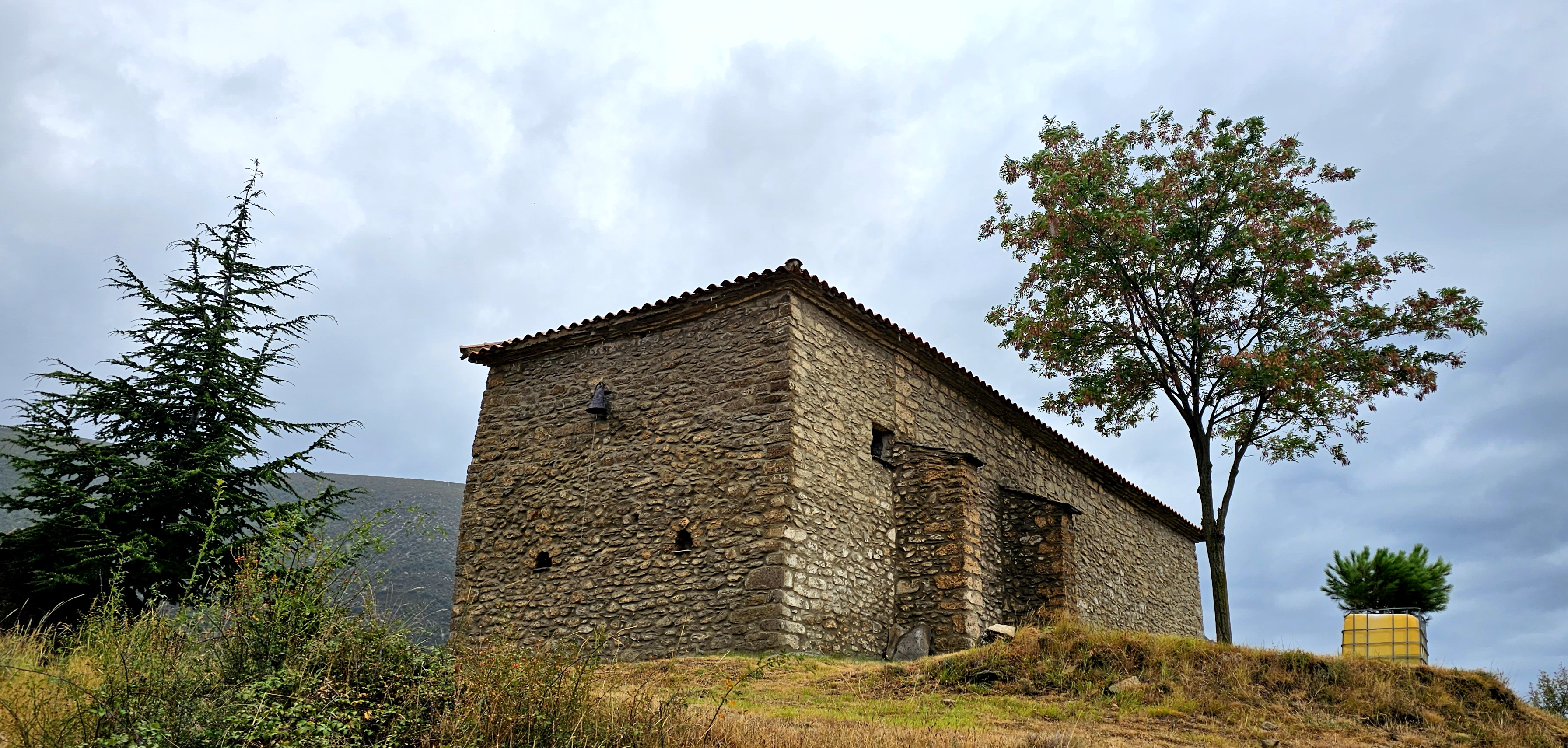
Ermita de la Virgen de la Corona de Bentué de Rasal

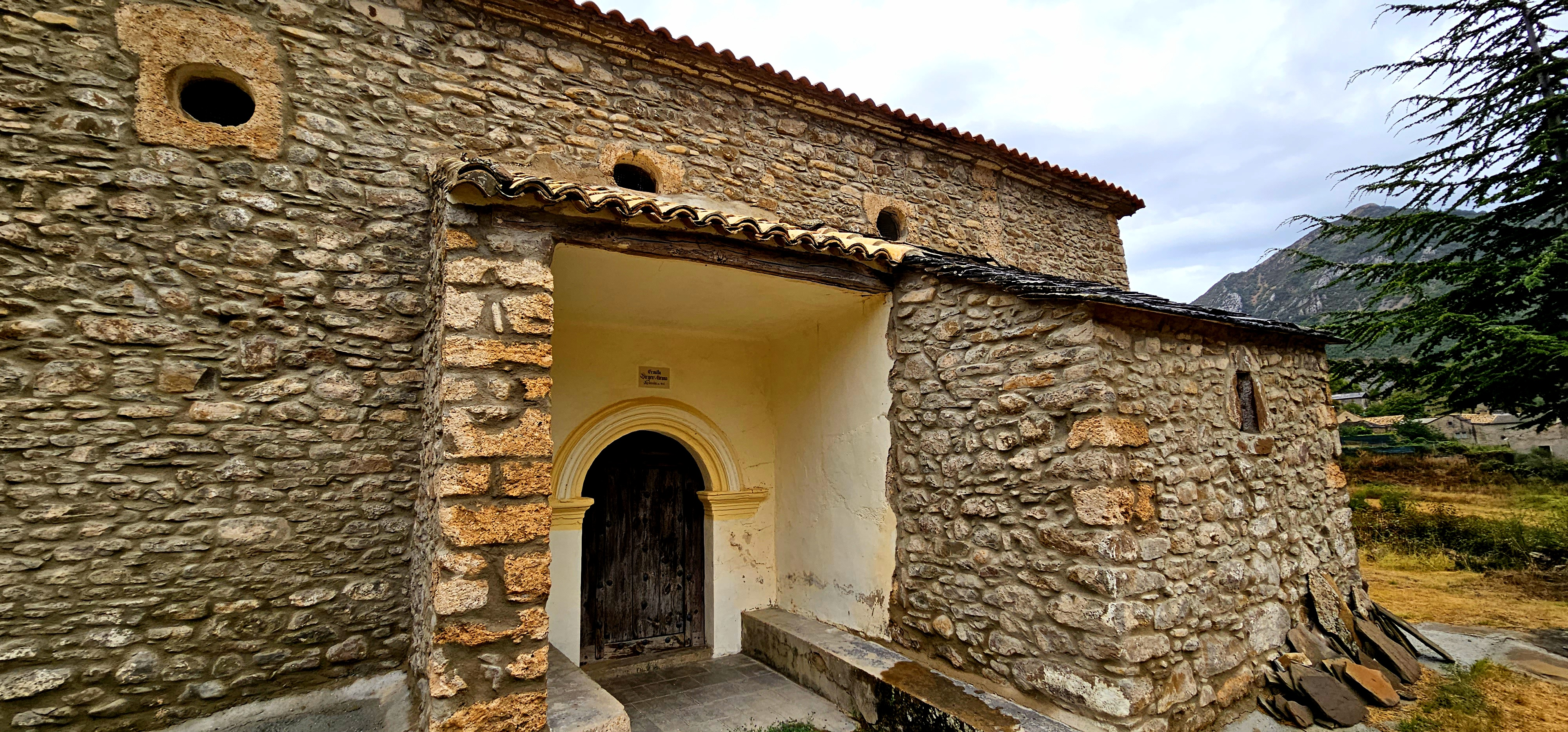
Ermita de la Virgen de la Corona de Bentué de Rasal

## Entorno natural
Río Garona y pozas naturales
Cuenta con un río llamado Garona que es afluente del Río Gallego. En el transcurso del cauce del río Garona, se encuentran "Las pozas de Bentué", pequeñas piscinas naturales formadas por roca de la propia naturaleza del río.
La ralla de Bentué
Encima del pueblo de Bentué, se encuentra una zona rocosa llamada popularmente como "la ralla", muy conocida por su forma característica en forma de ola, y a la cual acuden cientos de escaladores en época primaveral, para realizar primeras escaladas y entrenamientos. Hace 35-40 millones de años el supercontinente Pangea ya se ha fraccionado y en el Norte de la península ibérica había instalada una plataforma carbonatada, por lo que en esta zona de camino hacia las vías de escalada, podemos encontrar algunos fósiles que nos muestran que hace millones de años allí había mar, como por ejemplo erizos de mar, estrellas y ostras.
Molinero Harinero
También cabe destacar, a las afueras de la localidad, al este, un gran caserío, antiguo Molino harinero, muy pintoresco a orillas del río Garona, que sirvió para la molturación del grano de este valle.
Rutas y senderos
Desde la localidad podemos a acceder a algunos senderos llamados a hacer las delicias de los amantes de la naturaleza como la ascensión al pico Peiró, donde veremos el hayedo más meridional del Pirineo, la tercera etapa del GR1 de Arguis hasta Bolea, o los Pozos de Nieve de Las Calmas.
En las afueras se halla la fuente de El Parral, con un pequeño merendero, y a la derecha de la carretera que lleva a Rasal, cerca de la llamada Peña Cuervos, está el yacimiento arqueológico de Novellano, con restos de una antigua necrópolis medieval.

## Lugares de interés
- Iglesia parroquial dedicada a San Cristóbal
- Ermita de Nuestra Señora de la Corona, del siglo XVIII
- Fuente de San Cristóbal. Plaza de la Iglesia
- Despoblado medieval de Novellano, de la que se conserva su necrópolis
- Molino harinero
- Las pozas de Bentué, piscinas naturales de piedra en el cauce del río Garona
- Fuente del Parral. Fuente natural que mana constantemente a 200 metros del pueblo.